# 래리 켄트

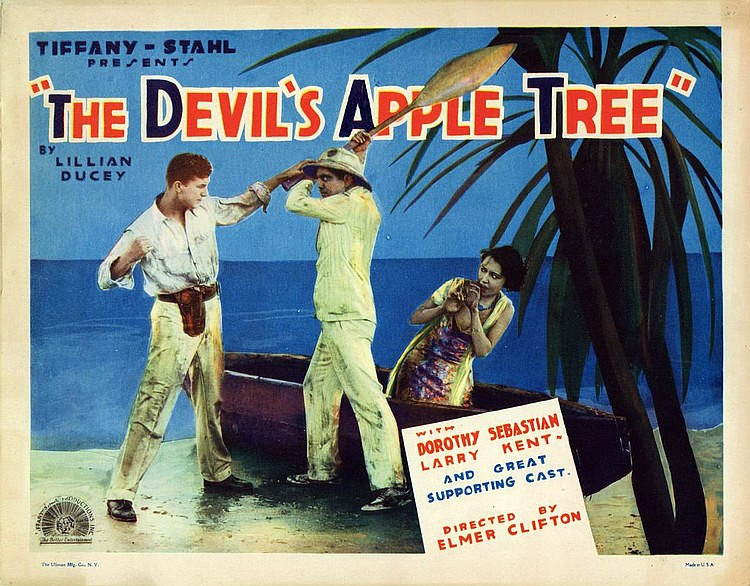

래리 켄트(Larry Kent, 1900년 9월 15일 ~ 1967년 11월 7일)는 미국의 배우, 영화배우이다.
로스앤젤레스에서 태어났으며 로스앤젤레스에서 사망하였다.

## 영화
- 하나님 나라에는 악마가 살고 있다 (2015년)
- 하스팅스 스트리트 (2007년)
- 햄스터 케이지 (2005년)
- 플로 브로 (1971년)
- 더 비터 애쉬 (1963년)